# 友金敏雄
友金 敏雄（ともがね としお、1947年10月7日 - ）は日本の俳優。本名は同じ。
岡山県出身。岡山県立備前高等学校卒業。東映俳優センター を経て、ガイズエンターテイメント所属。通称「カミソリ役者」。

## 来歴・人物
東映京都撮影所のヤクザ映画やテレビ時代劇の端役でキャリアを積み、1970年代後半からは刑事ドラマの常連悪役として数々の作品に出演。ドスの効いた声と、身長186cm・体重76kgという大柄な体格の持ち主であり、アクション系作品では迫力満点の乱闘シーンを見せている。
1990年代からは、特撮ドラマへの出演機会も多くなり、『七星闘神ガイファード』では主人公に協力する刑事という善役での準レギュラー出演を果たした。近年はオリジナルビデオ作品を中心にヤクザ映画で活躍。
特技は殺陣。

## 出演

### 映画
- やくざ刑罰史 私刑!（1969年、東映）
- 日本暗殺秘録（1969年、東映）
- 関東テキヤ一家 喧嘩仁義（1970年、東映）
- 舶来仁義 カポネの舎弟（1970年、東映）
- (秘)女子大寮（1970年、東映）
- 懲役太郎 まむしの兄弟（1971年、東映）
- 仁義なき戦い（1973年、東映）
- 狂走セックス族（1973年、東映）
- 極道VS不良番長（1974年、東映）
- 五月みどりのかまきり夫人の告白（1975年、東映）
- 新仁義なき戦い 組長の首（1975年、東映）
- まむしと青大将（1975年、東映）
- 沖縄やくざ戦争（1976年、東映）
- 徳川女刑罰絵巻 牛裂きの刑（1976年、東映） ※ナレーター
- 夜明けの旗 松本治一郎伝（1976年、東映）
- 広島仁義 人質奪回作戦（1976年、東映）
- やくざ戦争 日本の首領（1977年、東映）
- ピラニア軍団 ダボシャツの天（1977年、東映） ※ナレーター
- ドーベルマン刑事（1977年、東映）
- 沖縄10年戦争（1978年、東映）
- その後の仁義なき戦い（1979年、東映）
- 処刑遊戯（1979年、東映）
- 野獣死すべし（1980年、東映）
- ヨコハマBJブルース（1981年、東映）
- とりたての輝き（1981年、東映）
- 竜二（1983年、東映セントラルフィルム）
- 必殺! THE HISSATSU（1984年、松竹）
- マルサの女（1987年、東宝）
- またまたあぶない刑事（1988年、東映） - 長峰の手下
- もっともあぶない刑事（1989年、東映） - 銀星会組員 藤原
- ファンキーモンキーティーチャー2 東京進攻大作戦（1992年、東映）
- 悪党図鑑（1994年、タキ・コーポレーション）
- 修羅がゆく シリーズ（ナック）
  - 修羅がゆく6 東北激闘篇 （1997年）- 春田会・菊地組組長 菊地伸明
  - 修羅がゆく13 完結篇（2000年）- 関東木曜会代行・大室組組長 大室勝
- どチンピラ（1995年、SHSプロジェクト）
- 実録・夜桜銀次（2001年、東映ビデオ）
- 修羅のみち シリーズ（東映ビデオ）
  - 修羅のみち3 広島・四国全面戦争（2002年） - 松山・赤岩組組長 黒田組四国支部長 赤岩重信
  - 修羅のみち9 北九州烈死篇（2004年）- 観音寺一家舎弟頭 高峰泰夫

### テレビドラマ
- 柳生十兵衛 第10話「黒竜の秘密」（1970年、CX / 東映） - 竜造寺一族
- 忍法かげろう斬り 第3話「流し目は殺しの合図」（1972年、KTV / 東映）
- 長谷川伸シリーズ 第20話「髭題目の政」（1973年、NET / 東映）
- 新選組 （1973年、CX / 東映）
  - 第10話「大坂天満橋の襲撃」
  - 第12話「近藤勇に危機迫る」
  - 第16話「誠の旗伏見へ」
- 大岡越前（TBS / C.A.L）
  - 第3部 第31話「享保太平記（後篇）」（1973年1月15日）
  - 第4部（1974年）
    - 第5話「艶ぼくろの女」
    - 第13話「除夜の鐘」

  - 第5部（1978年）
    - 第1話
    - 第7話「かけた情けに怨みの十手」
    - 第9話「大奥の陰謀」
    - 第12話「唐獅子の復讐」
    - 第13話「消えた千両富くじ」
    - 第14話「将軍様の人情裁き」
    - 第15話「天下御免の偽名医」
    - 第19話「復讐に燃える女」
    - 第23話「裁けなかった恋の道」

  - 第6部 第12話「盗っ人の託した赤ん坊」（1982年5月24日） - 為吉
- 水戸黄門 （TBS / C.A.L）
  - 第4部
    - 第21話「南部鉄瓶由来 -盛岡-」（1973年6月11日）
    - 第33話「長槍始末記 -古河-」（1973年9月3日）

  - 第5部 第21話「幽霊船の怪 -下関-」（1974年8月26日）
  - 第6部
    - 第3話「よみがえった男 -人吉-」（1975年4月14日）
    - 第21話「ど根性河内節 ‐八尾‐」（1975年8月18日） - 車屋の船頭

  - 第7部
    - 第8話「ちゃんの土俵入り-青森-」（1976年7月12日）
    - 第10話「吼えろ‼北海の火縄銃 ‐函館‐」（1976年7月26日）
    - 第16話「突っ走れ‼韋駄天野郎 ‐鶴岡‐」（1976年9月6日） - 賭け屋
    - 第23話「地獄で聞いた佐渡おけさ -佐渡-」（1976年10月25日）
    - 第33話「十七年目の泣き笑い -伊勢崎-」（1977年1月3日）

  - 第8部
    - 第3話「東海道お化け旅籠 -平塚-」（1977年8月1日）
    - 第9話「人情しだれ柳 -岡崎-」（1977年9月12日）
    - 第19話「人情灘の生一本 -兵庫-」（1977年11月21日）
    - 第27話「熱湯に浸った悪い奴 -別府-」（1978年1月16日）
    - 第28話「愛の奇蹟 -宮崎-」（1978年1月23日）

  - 第9部（1978年） 
    - 第1話「北国への旅立ち -水戸-」
    - 第17話「越前めおと奉書 -福井‐」 - 百姓
    - 第18話「命を賭けた忍びの掟-五箇山-」 - 山男

  - 第10部 第22話「赤い財布の恩返し -馬籠-」（1980年1月14日） - 源兵衛の子分
  - 第13部 第12話「伊勢参り 娘初春七変化 -伊勢-」（1983年1月3日） - 権蔵の子分
- 江戸を斬る（TBS / C.A.L）
  - 江戸を斬る 梓右近隠密帳 第17話「飛竜祈願」（1974年）
  - 江戸を斬るII （1976年）
    - 第12話「蜜柑は七万七千石」 - 藩士
    - 第20話「娘目明し」 - 子分
    - 第22話「恐怖の黒い狼」 - ごろつき

  - 江戸を斬るIII （1977年）
    - 第4話「強請に使った贋金」 - 浪人
    - 第26話「八百八町は日本晴れ」 - 浪人

  - 江戸を斬るIV 第24話「夫婦になった金公お京」（1979年） - 平次
  - 江戸を斬るVII 第1話、第2話「桜吹雪が悪を裁つ」（1987年） - 伝次
- 五街道まっしぐら!（1976年、NET / 東映）
  - 第3話「暗闇に光る眼」
  - 第11話「河童と美女といたずら小僧」
- 遠山の金さん 杉良太郎版 第82話「三割三分三厘」（1977年、NET/東映）- 弥一
- 桃太郎侍（NTV / 東映）
  - 第32話「幼ななじみにご用心」（1977年）
  - 第52話「猿の代りに雉が来た」（1977年）
  - 第63話「泣き笑いさむらい人生」（1977年）
  - 第76話「魚屋おちか出世噺」（1978年）
  - 第90話「良薬は苦すぎた」（1978年）
  - 第112話「紅い花散る地獄旅」（1978年）
  - 第121話「すずめの剣術修行」（1979年）
  - 第129話「無法河岸の女親分」（1979年）
  - 第242話「二つの影のある男」（1981年）
- 暴れん坊将軍（ANB / 東映）
  - 吉宗評判記 暴れん坊将軍
    - 第3話「命を的の一番纏」（1978年）
    - 第13話「嵐を呼んだ江戸土産」（1978年） - 牢番
    - 第30話「裏切り御免!」（1979年） - 侍
    - 第59話「賭けた命が纏に燃える」（1979年） - 同心

  - 暴れん坊将軍II
    - 第30話「喧嘩纒は俺が振る!」（1983年） - 丑松
    - 第61話「さぎりが覗いた暗殺命令!」（1984年） - 伊吹
    - 第73話「暴走! 哀しき愚連隊」（1984年） - 中丸猪之助
    - 第98話「あゝ憎まれて五十年!」（1985年） - 浪人
    - 第114話「花の吉原 人質新さん!」（1985年） - 助十
    - 第147話「つめたい春の夫婦花!」（1986年） - 今井

  - 暴れん坊将軍III 第21話「さらわれたお葉」（1988年） - 荒牧
  - 暴れん坊将軍IV 第12話「女泣かせの憎いあいつ!」（1991年） - 竹野
- 宇宙からのメッセージ・銀河大戦（1978年、ANB / 東映）
- 連続テレビ小説 / わたしは海（1978年、NHK）
- 風鈴捕物帳 第5話「友情に命を賭けて」（1978年、ANB / 東映）
- 柳生一族の陰謀 第19話「髪の罠」（1979年、KTV / 東映）
- 大都会 PARTIII 第19話「警官ギャング」（1979年、NTV / 石原プロ） - 杉浦
- 金曜劇場 / 熱中時代 先生編 第1シリーズ 第19話「熱中先生と恋の破れガサ」（1979年、NTV / ユニオン映画） - 西本巡査
- 江戸の激斗 第15話「帰って来た藤太」（1979年、CX / 東宝） - 粂八
- 太陽にほえろ!（NTV / 東宝）
  - 第352話「ボン・絶体絶命」（1979年） - 今井良一
  - 第666話「父親ブルース」（1985年） - 田中良正
  - 太陽にほえろ!PART2 第8話「ビッグ・ショット」（1987年） - ビリヤード場オーナー
- 特捜最前線（ANB / 東映）
  - 第118話「子供の消えた十字路」（1979年）
  - 第184話「慕情」（1980年）
  - 第260話「逮捕志願!」（1982年）
  - 第297話「手配書を破る女!」（1983年）
  - 第420話「女未決囚408号の告白!」（1985年）
  - 第443話「退職刑事失踪の謎! 瀬戸内に架けた愛!!」（1985年）
  - 第445話「倉敷-高松-観音寺・瀬戸内に消えた時効!」（1985年）
- 騎馬奉行（KTV / 東映）
  - 第2話「大殺陣! 怒りの刃」（1979年）
  - 第14話「新春大当り千両くじ」（1980年）
- 大江戸捜査網（12ch→TX / 三船プロ→ヴァンフィル→G・カンパニー）
  - 第398話「島帰り 執念の逃亡者」（1979年） - 酒井
  - 第544話「甘い誘惑 毒殺人名録」（1982年）
  - 第573話「逆襲! 熱血同心一番長い日」（1982年）
  - 第601話「隠密狩り! 殺しに誘う美女」（1983年）
  - 新 大江戸捜査網 第20話「男を誘うはぐれ蝶」（1984年） - 島造
  - 平成版
    - 第1シリーズ 第4話「山男に抱かれた女」（1990年）
    - 第2シリーズ 第3話「娘スリ・深川慕情」（1991年）
- 探偵物語（NTV / 東映ビデオ）
  - 第4話「暴力組織」（1979年） - 歌川会組員
  - 第15話「脅迫者」（1979年） - 鈴木
  - 第27話「ダウンタウン・ブルース」（1980年） - 宮本
- Gメン'75（TBS / 東映）
  - 第241話「囚人護送」（1980年） - 西野巡査
  - 第300話「盗まれた女たち」、第301話「盗まれた女たち PART2」（1981年） - 応援の刑事
- 鉄道公安官 第38話「逃亡公安官を追え!!」（1980年、ANB / 東映） - 浜井
- 爆走! ドーベルマン刑事 第1話「黒バイ部隊出動す!」（1980年、ANB / 東映） - 西岡（誘拐犯）
- ザ・スーパーガール 第51話「時限爆弾・タイムリミット1分前」（1980年、12ch / 東映） - 錦ヶ丘高校教師
- 大激闘マッドポリス'80（1980年、NTV / 東映）
  - 第6話「殺しの追跡」 - 植村のボディーガード
  - 第16話「人間狩り」 - 平岩キュウ
- 電子戦隊デンジマン 第21話「死神党を攻撃せよ!」（1980年、ANB / 東映） - 死神党リーダー
- 非情のライセンス 第3シリーズ（1980年、ANB / 東映）
  - 第10話「兇悪の標的・ガラスの女」 - 関東連合会組員
  - 第22話「兇悪のアルバイト・過去からの殺人」 - コールガール組織幹部
- 西部警察シリーズ（ANB / 石原プロ）
  - 西部警察
    - 第52話「ギャングになった刑事」（1980年） - 松本光次
    - 第64話「九州横断大捜査網!! -前篇-」（1981年） - 偽札組織の刺客
    - 第75話「平尾一兵 危機一髪」（1981年） - 芹沢保

  - 西部警察 PART-III
    - 第12話「二人だけの戦争」（1983年） - 根津明彦
    - 第35話「灼熱の拳銃」（1984年） - 米沢常也
    - 第46話「冬の軍団長」（1984年） - 石川茂治（野上経済研究所幹部）
- ザ・ハングマンシリーズ（ABC / 松竹芸能）
  - ザ・ハングマン 燃える事件簿 第10話「横領結婚」（1981年） - 鷹取の部下
  - ザ・ハングマンII（1982年）
    - 第16話「ゴッドマザーの馬鹿ムスコを吊せ」 - 徳江の部下
    - 第23話「女帝と社長の色と欲 ニセ秘宝展をあばけ」 - 伊東（山室商事社員）

  - 新ハングマン 第24話「婚約娘を襲う誘拐株式会社」（1984年） - 高橋
  - ザ・ハングマン4 第8話「帰ってきたマリアをナイフが襲う!」（1984年） - 初川の部下
  - ザ・ハングマンV 第22話「三億の豪邸がコソ泥に持ち逃げされる!」（1986年） - 石崎
  - ザ・ハングマン6 第8話「塀の中から恋人の復讐に脱走!」（1987年） - 宮田
- プロハンター 第17話「南に消えた男」（1981年、NTV / セントラル・アーツ）
- 土曜ワイド劇場（ANB）
  - 西村京太郎トラベルミステリー - 西本刑事
    - 第1作「終着駅殺人事件 上野〜青森 ミステリー特急ゆうづる」（1981年）
    - 第2作「再婚旅行殺人事件 出雲で死んだ女」（1982年）

  - 超高層ホテル殺人事件 空白のアリバイ（1982年）
  - 家路の果て 建売住宅ローン殺人事件!（1985年）
  - 女医の死亡診断書 殺人が病死にかえられた!（1985年）
  - 考古学者シリーズ 第16作「人恋橋・幽霊殺し」（1994年）
- 源九郎旅日記 葵の暴れん坊 第4話「花の湯の宿 隠れ里」（1982年、ANB / 東映）
- ザ・サスペンス / 十津川警部シリーズ 第4作「下り特急『富士』殺人事件」（1983年、TBS / 大映テレビ）
- 火曜サスペンス劇場（NTV）
  - 恐怖のエレベーター（1983年）
  - 女監察医・室生亜季子 第5作「高価すぎた情事」（1988年）
  - 女弁護士・高林鮎子 第6作「船岡発普通列車・無縁坂の女」（1989年） - 上阪課長
  - 女動物医事件簿 第2作「炎を吐いた猫」（1991年）
  - 殺人回廊 天才画家ゴヤは生きていた!?（1992年）
  - 新任判事補 第1作「新任女性裁判官が初めて担当した強姦未遂殺人事件!」（1994年）
- 時代劇スペシャル / 密偵（1983年、CX / 三船プロ）
- 大河ドラマ / 山河燃ゆ（1984年、NHK） - 加藤記者
- スケバン刑事 第15話「サキ! 罠にはまる」（1985年、CX / 東映）
- 影の軍団IV 第25話「幻の少女・私を殺さないで」（1985年、KTV / 東映） - 月丸
- 誇りの報酬 第31話「狙撃者を追え!」（1986年、NTV / 東宝） - 銀龍会幹部・関口
- あぶない刑事シリーズ（NTV / セントラル・アーツ）
  - あぶない刑事
    - 第4話「逆転」（1986年）
    - 第20話「奪還」（1987年） - 銀星会組員
    - 第37話「暴発」（1987年） - 門田

  - もっとあぶない刑事 第20話「迷惑」（1989年） - 広域103号
- 女ふたり捜査官 第11話「はめられた刑事」（1986年、ABC / テレパック）
- 大都会25時 第7話「怯えた少女の眼! ニセ刑事殺人事件」（1987年、ANB / 東映）
- ジャングル（1987年、NTV / 東宝）
  - 第17話「泥沼の中で…」
  - 第30話「南から来た男」
- あきれた刑事 第2話「一触爆発」（1987年、NTV / セントラル・アーツ）
- ベイシティ刑事 第10話「湘南大走査線! 危険な女」（1987年、ANB / 東映）
- 12時間超ワイドドラマ / 花の生涯 井伊大老と桜田門（1988年、TX / 東映） - 青地孫兵衛
- ハロー!グッバイ 第18話「どっちの刑事にするの」（1989年、NTV / 東宝）
- 特警ウインスペクター 第8話「脱線! 親子救急隊」（1990年、ANB / 東映） - 武藤
- 名奉行 遠山の金さん 第3シリーズ 第4話「夫を売った女の秘密」（1990年、ANB / 東映） - 榊田竜之進
- 鬼平犯科帳 第2シリーズ 第10話「女賊」（1991年、CX / 松竹）
- 裏刑事-URADEKA- 第12話「さらば裏刑事! 涙の殉職」（1992年、ABC / 松竹芸能）
- 電光超人グリッドマン 第9話「悪魔の洗脳作戦」（1993年、TBS / 円谷プロ） - 御手洗先生
- 西遊記 第11話「未来を見通す家なき子」（1994年、NTV）
- 七星闘神ガイファード（1996年、TX / 東宝） - 中野祐二
- ウルトラシリーズ（MBS / 円谷プロ）
  - ウルトラマンダイナ 第25話、第26話「移動要塞（クラーコフ）浮上せず!（前編、後編）」（1997年） - エジリ博士
  - ウルトラマンコスモス 第56話「かっぱの里」（2002年） - 村田刑事 ※未放送作品
- はみだし刑事情熱系（ANB / 東映）
  - PART3 第12話「日本横断!! 涙の大誘拐 雪のアルペンルートを追え!」（1998年）
  - PART4 第14話「悲しき冬の殺人者! 小犬と涙と女弁護士」（2000年） - 池上社長

### オリジナルビデオ
- 狙撃 THE SHOOTIST（1989年、東映Vシネマ）
- TOKYO CITY めるへん2（1990年、日本ビクター）
- 極道ステーキ（1991年、東映ビデオ）
- 安藤組外伝 群狼の系譜3（1999年、東映ビデオ）
- ケンカ包丁 義（2000年、東映ビデオ）
- ウルトラマンティガ外伝 古代に蘇る巨人（2001年、円谷プロ） - ドグラマグマ ※友金敏夫と誤記
- 首領への道シリーズ（GPミュージアムソフト）
  - 首領への道外伝・白虎会見参（2004年）- 白虎会最高顧問 豊川組組長 豊川作造
  - 首領への道 完結篇（2005年） - 島田組若頭補佐 早乙女伍郎

### 舞台
- 紙のドレスを燃やす夜（1997年、地球ゴージャス）
- 活動屋外伝 電影城の快人たち（1999年、高瀬道場）